# Bibliografie dějin Českých zemí
Bibliografie dějin Českých zemí (BDČZ) je bibliografická databáze (knihy, studie a články, recenze a zprávy o literatuře) odborné a vědecké literatury (včetně literatury regionální) z oboru historie a příbuzných vědních oborů (archeologie, etnologie, právní vědy, literární vědy, památkové péče, historické geografie a kartografie, historické onomastiky a toponomastiky, historické demografie, komeniologie, dějin školství aj.). Zachycuje rovněž informace o teoretickém i metodologickém myšlení české historické obce, vědeckých projektech, zprávy z vědeckého života (konference, nekrology, jubilea).
Je pokračováním oborové historické bibliografie trvající nepřetržitě od roku 1905.

## Vývoj

### Počátky, osobnosti
Redaktorem oborového periodika Český časopis historický (vychází od roku 1895) byl historik Josef Pekař (1870–1937) a za doby jeho redigování vyšla poprvé Bibliografie české historie jako příloha tohoto časopisu v roce 1905. Na 48 stranách zde bylo zveřejněno 1263 částečně anotovaných záznamů literatury vydané v roce 1904.
Od roku 1907 redigoval bibliografické soupisy Josef Kazimour (1881–1933) a bibliografie vycházela s podporou Historického klubu nepřetržitě do roku 1914, než její vydávání přerušila první světová válka. Obnovena byla až v roce 1922, kdy se podařilo Josefu Kazimourovi doplnit bibliografii za léta 1915–1919 alespoň formou shrnutí. Další bibliografii opět za pětileté období vydal v roce 1926.
Krátce bibliografii zpracovával a redigoval Josef Klik (1896–1965), od roku 1929 byla redaktorkou Stanislava Jonášová-Hájková (1904–1985). Naposledy vyšla bibliografie za rok 1936 (v roce 1938), poté vydávání přerušila druhá světová válka.
V roce 1951 Historický klub vydal zpětně bibliografii v tištěné podobě za léta 1937–1941, mezery za léta 1942–1954 nebyly dosud doplněny.

### Historický ústav
Pro další léta se zpracování a vydávání bibliografie ujal Historický ústav Československé akademie věd (dnes Historický ústav Akademie věd České republiky), při jehož knihovně vzniklo bibliografické pracoviště. Zde bibliografii společně se Stanislavou Jonášovou-Hájkovou zpracovával historik Lumír Nesvadbík (1919–2007). Již v té době byla zahájena spolupráce se slovenskou bibliografkou Annou Škorupovou (* 1925), která přispívala do Bibliografie československé historie záznamy ze slovenských dějin. Po odchodu Stanislavy Jonášové-Hájkové v polovině 60. let se hlavní redakce ujal Věroslav Myška (1927–1982).
Práce v letech před rokem 1989 nebyla dostatečně organizačně, technicky ani personálně zajištěna a za léta 1966–1970, 1978–1979 a 1982–1989 vznikly v souvislé řadě bibliografií mezery. Snahou bylo je zacelit alespoň provizorním řešením, totiž vydáváním pětiletých přehledů, a tak chybějící ročníky alespoň částečně nahradit.
Po roce 1989 se program obnovení a trvalého zpracovávání průběžné historické bibliografie stal jedním ze základních úkolů Historického ústavu Akademie věd České republiky. V polovině 90. let se podařilo vytvořit stabilní a kvalitní tým bibliografů, od roku 2013 je bibliografické pracoviště odděleno od knihovny a zařazeno do organizační struktury Historického ústavu jako samostatné vědecké oddělení pod názvem Oddělení historické bibliografie.
Bibliografii dějin Českých zemí se podařilo stabilizovat a byly tiskem vydány svazky za jednotlivá léta: pět svazků Bibliografie dějin Československa za léta 1976–1977, 1980–1981, 1990, 1991 a 1992, devět svazků Bibliografie dějin Českých zemí za léta 1993–2001 a dva svazky výběrových soupisů cizojazyčných bohemikálních prací určených především pro zahraniční bohemisty Select Biblography on Czech History 1990–1999 a 2000–2004.
Od roku 2006 byl přílohou tištěných ročenek CD-ROM s kompletní bibliografickou databází.
Naposledy vyšla Bibliografie dějin Českých zemí tiskem za rok 2001 v roce 2009; od roku 2010 bylo vydávání tištěných ročenek ukončeno.
Ve formě bibliografické databáze byla česká historická bibliografie zveřejněna na internetu v roce 2000. V roce 2013 byly bibliografické záznamy převedeny firmou KP-SYS s.r.o. Pardubice do mezinárodního formátu MARC21.
V roce 2019 databáze obsahovala více než 460 000 záznamů, ročně přibývá ca 10 000–15 000 záznamů.

## Vyhledávání včetně plných textů
Záznamy obsahují: jméno autora, údaje o názvu, nakladatelské údaje včetně fyzického popisu, mezinárodní standardní číslo knihy (ISBN), klíčová slova, systematiku (vlastní třídění BDČZ), geografický, biografický a chronologický údaj.
Snahou bibliografů je obohacovat bibliografické záznamy o plné texty, což je u jednotlivých záznamů označeno symbolem – viz obrázek vpravo. Kromě toho existuje samostatné tlačítko Zdigitalizované dokumenty umístěné na úvodní stránce, po jehož rozkliknutí se objeví záznamy s připojenými plnými texty.

## Projekty a mezinárodní spolupráce
V letech 1997–1999 a 2000–2002 Grantová agentura České republiky poskytla prostředky na Kompletní bibliografii sta ročníků Českého časopisu historického (1895–1968, 1969–2002) jako pomůcku pro současnou i budoucí badatele a historickou obec, která byla vydaná formou CD-ROM.
V letech 2012–2016 byla Bibliografie dějin Českých zemí zařazena jako prioritní projekt společenských a humanitních věd v Cestovní mapě ČR velkých infrastruktur pro výzkum, experimentální vývoj a inovace a Historický ústav AV ČR se stal příjemcem projektu Ministerstva školství, mládeže a tělovýchovy ČR. Cílem projektu v těchto letech byl další vývoj on-line databáze a integrace do systému národních historických bibliografií Evropy (patnáct historických bibliografií z třinácti zemí) v rámci iniciativy Evropské historické bibliografe (European Historical Bibliogragraphies, http://www.histbib.eu/) a spolupráce na databance Literaturdokumentation zur Geschichte Ostmitteleuropas (http://www.litdok.de/cgi-bin/litdok), jejímž koordinátorem pro sedm zúčastněných zemí je Herder Institut v Marburgu. Zde byly v řadě Bibliographien zur Geschichte und Landeskunde Osteuropas vydány tři svazky historických bibliografií českých zemí a Slovenska.
Od roku 2014 Oddělení historické bibliografie kooperuje s Národní knihovnou ČR na tvorbě a doplňování jmenných autorit.
V roce 2016 byl zveřejněn Souborný katalog české a slovenské historiografie zpřístupňující společně Bibliografii dějin Českých zemí (Historický ústav AV ČR), Bibliografii dějin Slovenska (Historický ústav SAV) a Bibliografii českého archivnictví (Národní archiv České republiky v Praze), k nimž byla v roce 2020 připojena ještě Akademická encyklopedie českých dějin (https://aecd.kpsys.cz). Souborný katalog umožňuje společné vyhledávání ve všech těchto databázích a obsahuje více než 500 000 záznamů (rok 2019).
Pro léta 2019–2022 se Bibliografie dějin Českých zemí stala součástí projektu Digitální výzkumná infrastruktura pro jazykové technologie, umění a humanitní vědy LINDAT/CLARIAH-CZ (https://clariah.lindat.cz/[nedostupný zdroj]), který je společným národním uzlem ČR evropských výzkumných infrastruktur CLARIN ERIC (Common Language Resources and Technology Infrastructure) a DARIAH ERIC (Digital Research Infrastructure for the Arts and Humanities). Cílem projektu je zpřístupnit digitalizované zdroje národních kulturních, paměťových či vzdělávacích institucí zahrnující obory jazykovědy, historie, archeologie, historické bibliografie, filosofie, vědy o kultuře, historie umění, filmové kultury, vizuálních umění, muzikologie a historie hudby, etnologie a folklóru. Partnerskými institucemi jsou Filosofický ústav AV ČR, v.v.i., Historický ústav AV ČR, v.v.i., Ústav pro jazyk český AV ČR, v.v.i., Knihovna Akademie věd ČR, Masarykova univerzita v Brně, Moravská zemská knihovna v Brně, Národní filmový archiv, Národní galerie Praha, Národní knihovna České republiky a Západočeská univerzita v Plzni. Hlavním řešitelem projektu je Univerzita Karlova v Praze.

## Galerie

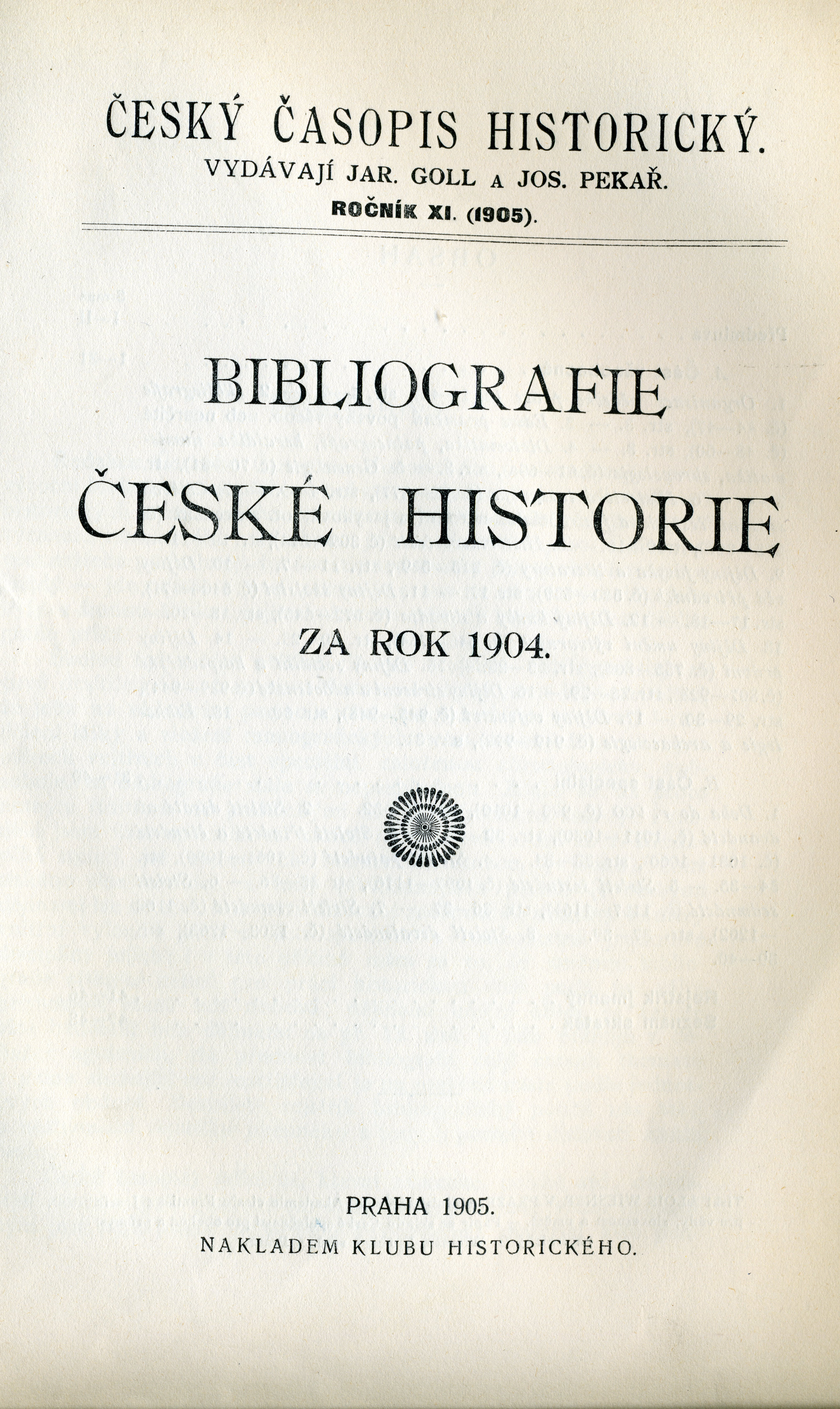
Bibliografe za rok 1904 - první ročník
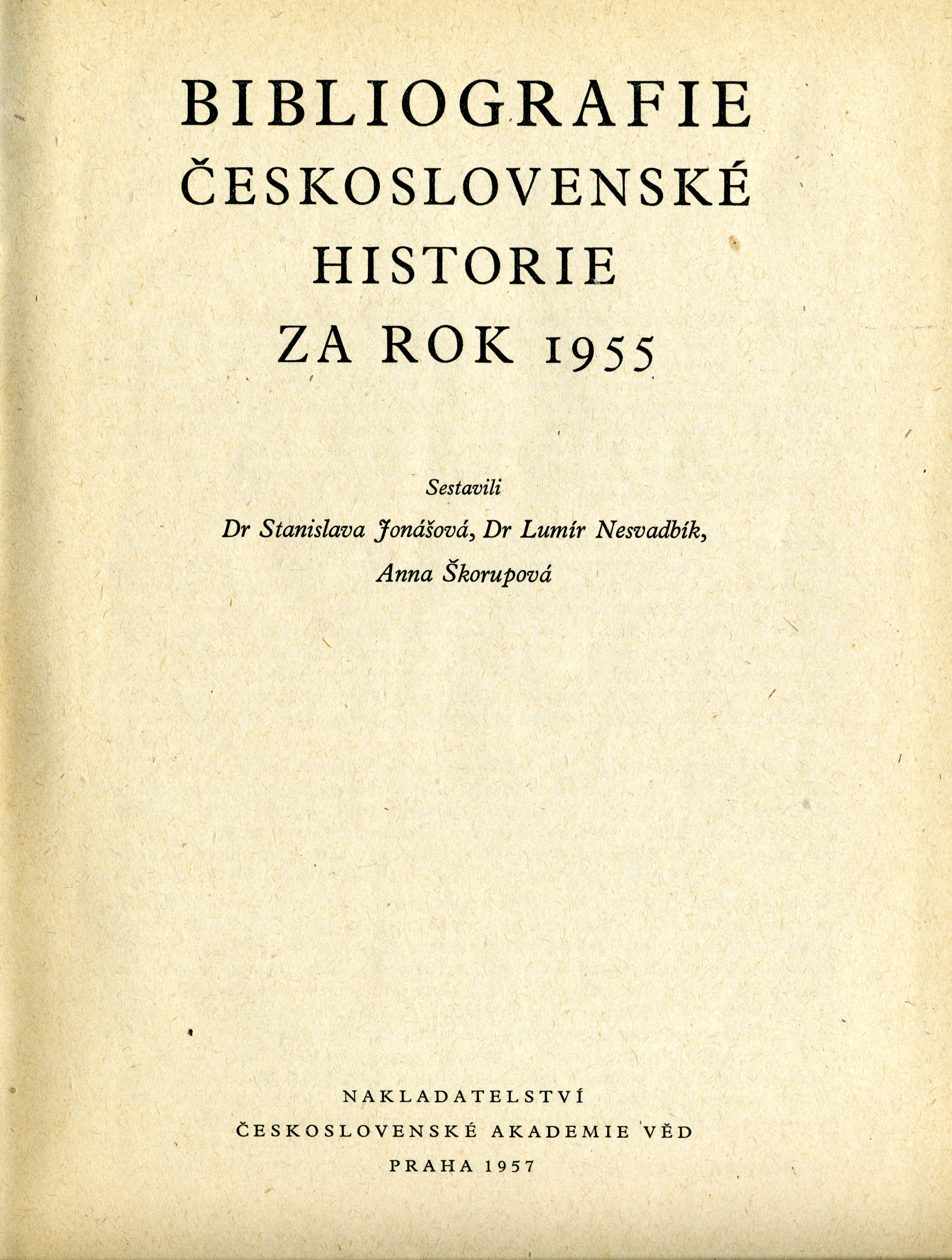
Bibliografie československé historie za rok 1955
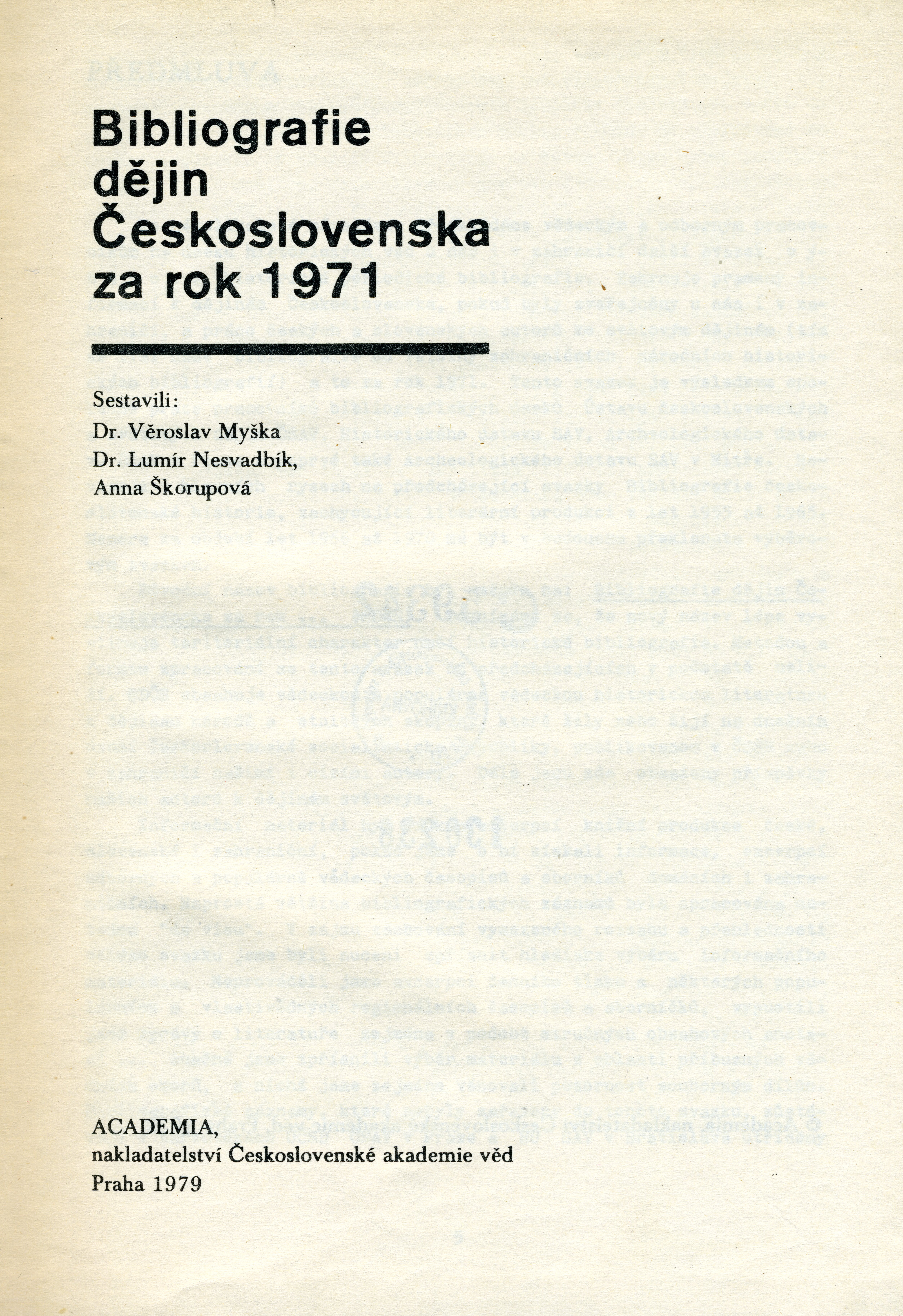
Bibliografie dějin Československa za rok 1971
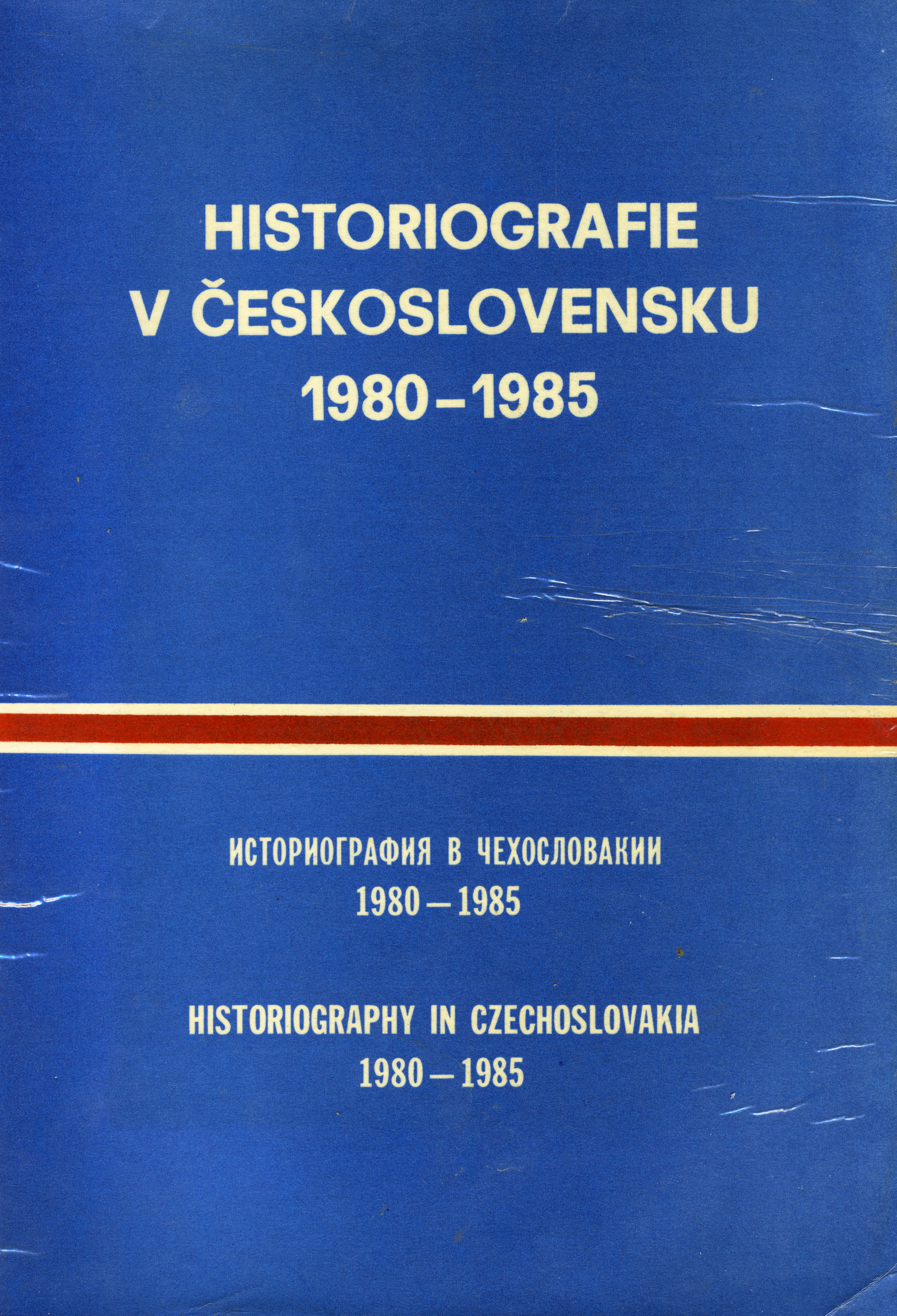
Historiografie v Československu 1980–1985
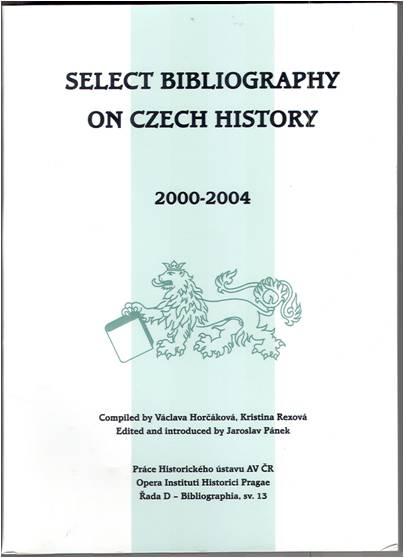
Select Bibliography on Czech History 2000–2004